# Zandputduikerwants
De zandputduikerwants (Arctocorisa germari) is een wants uit de familie van de Corixidae (Duikerwantsen). De soort werd het eerst wetenschappelijk beschreven door Franz Xaver Fieber in 1848.

## Uiterlijk
De duikerwants is macropteer (langvleugelig) en kan 7.5 tot 10 mm lang worden. De kop is geel en enigszins met haren bedekt. De voorvleugels zijn zwartbruin met een onregelmatige, bijna netvormige, gele tekening. Het halsschild is ook zwartbruin met negen of tien gele dwarslijntjes die breder zijn dan de bruine gebieden tussen de lijnen. Over het midden loopt over de hele lengte duidelijk een verhoogd randje (kiel). Het halsschild is twee keer zo breed als dat het lang is en heeft rechte hoeken aan de zijkanten. Het voorste deel van het driehoekige gebiedje langs het scutellum, de clavus, heeft lichte dwarslijntjes. Het achterste deel en het hoornachtige deel van de voorvleugel heeft korte onregelmatige streepjes. Er loopt een onduidelijke lichte lijn tussen het verharde en het vliezige, doorzichtige deel van de voorvleugels. De pootjes zijn geheel geel. De zandputduikerwants lijkt op de baardduikerwants (Glaenocorisa propinqua), die heeft echter slechts een kiel over de halve lengte van het halsschild, een meer behaarde kop en sterker uitpuilende ogen.

## Leefwijze
De wants overwintert als imago en er is een enkele generatie per jaar. Ze leven in grotere plassen met een zandbodem, zoals duinplassen, zandgaten en zandputten.

## Leefgebied
De soort is in Nederland vrij algemeen. Het verspreidingsgebied loopt van Noordwest-Europa, de Balkan, de zuidelijke Oeral en oostelijk tot in Siberië.